# Ясність б'є (фільм)
«Ясність Б'є» (англ. All Is Bright, дослівно укр. Все яскраво; інші назви — Майже Різдво (англ. Almost Christmas), Щаслива собака (англ. Lucky Dog)) — американська комедійна драма режисера Філа Моррісона, що вийшла 2013 року. У головних ролях Пол Джаматті, Пол Радд.
Сценаристом була Мелісса Джеймс Ґібсон, продюсерами — Даніель Кері, Елізабет Джаматті та інші. Вперше фільм продемонстрували 18 квітня 2013 року у США кінофестивалі «Трайбека».
В Україні у кінопрокаті фільм не демонструвався. Переклад та озвучення українською мовою зроблено студією «Омікрон» на замовлення UA Team.

## Сюжет
Денніс — злодій, якого тільки що випустили з канадської в'язниці. Він переїжджає до Нью-Йорка, щоб разом зі своїм подільником Рене продавати ялинки перед Різдвом. Він хоче заробити грошей, щоб купити своїй доньці піаніно, про яке вона завжди мріяла.

## У ролях
| Актор          | Персонаж               | Роль                |
| -------------- | ---------------------- | ------------------- |
| Пол Джаматті   | Денніс (англ. Dennis)  | колишній ув'язнений |
| Пол Радд       | Рене (англ. Rene)      | подільник Денніса   |
| Саллі Гокінс   | Ольга (англ. Olga)     |                     |
| Емі Ландекер   | Тереза (англ. Therese) |                     |
| Еморі Коен     | Лу (англ. Lou)         |                     |
| Колман Домінго | Нзомо (англ. Nzomo)    |                     |
| Татьяна Річуд  | Мічі (англ. Michi)     | донька Денніса      |

## Сприйняття

### Критика
Фільм отримав змішано-негативні відгуки: Rotten Tomatoes дав оцінку 45% на основі 38 відгуків від критиків (середня оцінка 5,3/10) і 25% від глядачів із середньою оцінкою 2,7/5 (497 голосів). Загалом на сайті фільми має негативний рейтинг, фільму зарахований «гнилий помідор» від кінокритиків і «розсипаний попкорн» від глядачів, Internet Movie Database — 5,6/10 (2 177 голосів), Metacritic — 54/100 (15 відгуків критиків) і 4,4/10 від глядачів (5 голосів). Загалом на цьому ресурсі від критиків і від глядачів фільм отримав змішані відгуки.

### Касові збори
Під час обмеженого показу у США, що розпочався 4 жовтня 2013 року, протягом першого тижня фільм був показаний у 10 кінотеатрах і зібрав 4,556 $, що на той час дозволило йому зайняти 86 місце серед усіх прем'єр. Показ фільму протривав 3 дні (0,4 тижня) і завершився 6 жовтня 2013 року. За цей час фільм зібрав у прокаті у США 4,556  доларів США.

### Виноски
1. 1 2 3  All Is Bright: Release Info (англ.). Internet Movie Database. Архів оригіналу за 14 вересня 2013. Процитовано 9 січня 2014.
2. 1 2  All is Bright (англ.). Box Office Mojo. Архів оригіналу за 3 січня 2014. Процитовано 9 січня 2014.
3. 1 2 3  All is Bright (англ.). The Numbers. Архів оригіналу за 9 січня 2014. Процитовано 9 січня 2014.
4. 1 2  All Is Bright (англ.). Internet Movie Database. Архів оригіналу за 13 січня 2014. Процитовано 9 січня 2014.
5. ↑  All Is Bright (англ.). AllMovie. Архів оригіналу за 24 лютого 2014. Процитовано 9 січня 2014.
6. ↑  All Is Bright: Also Known As (англ.). Internet Movie Database. Архів оригіналу за 14 вересня 2013. Процитовано 9 січня 2014.
7. ↑  All Is Bright: Full Cast & Crew (англ.). Internet Movie Database. Архів оригіналу за 15 вересня 2013. Процитовано 9 січня 2014.
8. ↑  Почти Рождество. Премьеры (рос.). КиноПоиск. Архів оригіналу за 9 січня 2014. Процитовано 9 січня 2014.
9. ↑  Ясність Б'є - All is Bright (2013). UA Team. Архів оригіналу за 9 січня 2014. Процитовано 9 січня 2014.
10. ↑  All Is Bright (англ.). Rotten Tomatoes. Архів оригіналу за 4 січня 2014. Процитовано 9 січня 2014.
11. ↑  All Is Bright (англ.). Metacritic. Архів оригіналу за 22 січня 2014. Процитовано 9 січня 2014.